# Олур
Олур (тур. Olur) — город и район в провинции Эрзурум (Турция в регионе Восточная Анатолия.

## История
Этот регион был издавна населён армянами и грузинами. В XVI веке был включён в состав Османской империи, после чего началась исламизация грузин. После русско-турецкой войны 1828 года большое число армян выехало в Российскую империю.
После русско-турецкой войны 1877—1878 годов эта территория вошла в состав Российской империи. Когда в результате Октябрьской революции 1917 года начался развал русской армии, эту территорию некоторое время удерживали армянские ополченцы, но 28 марта 1918 года она была занята турецкой армией.

## География

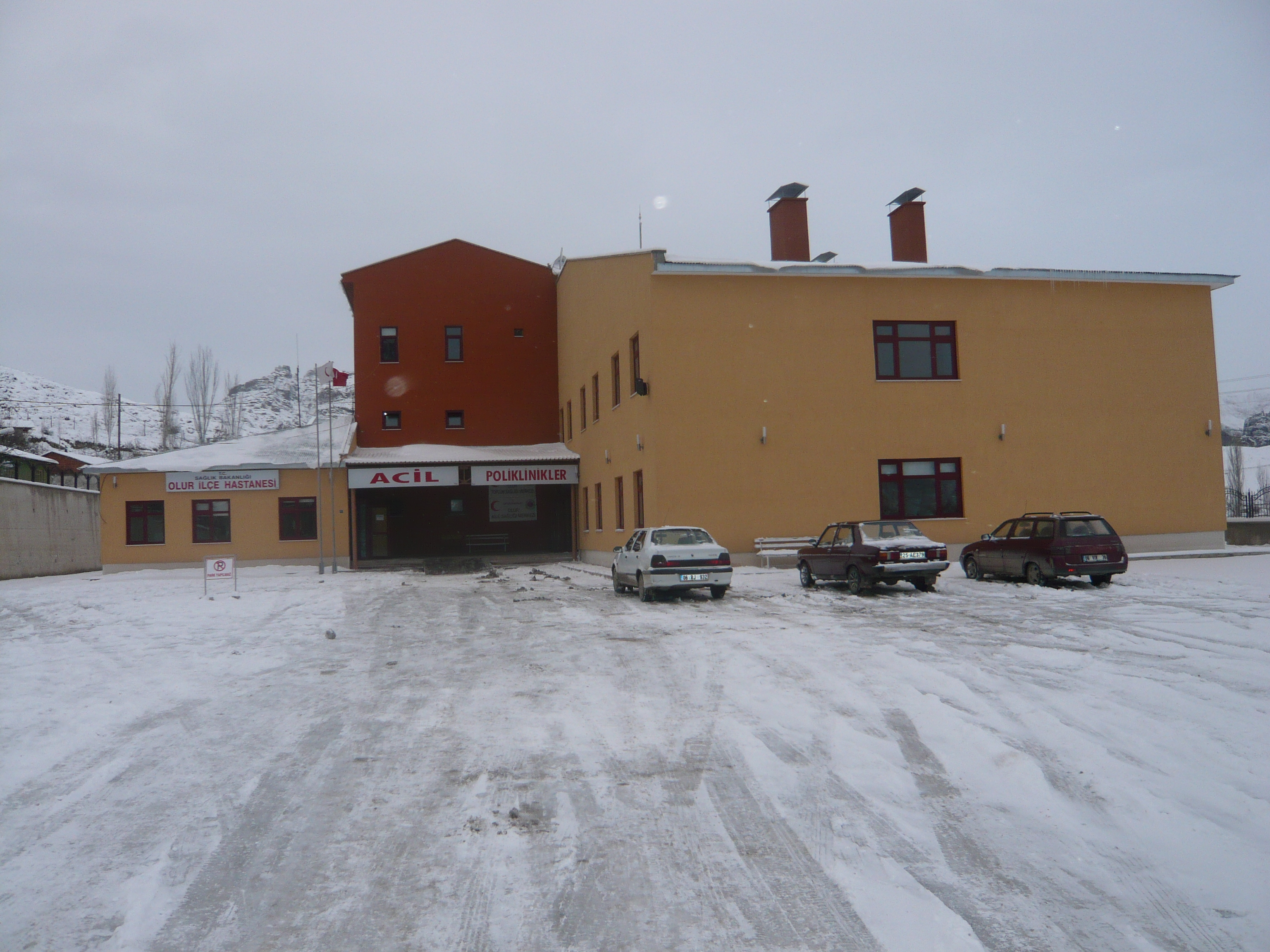
Районная больница и поликлиника в городе Олур

Лежит к востоку от черноморского региона и на высоте в 1327 метров над уровнем моря. Расположен в 160 км от административного центра, города Эрзурум. Занимает площадь в 820 км² и не является административным центром своего района. Олур лежит к востоку от Гёле и района Шенкая, к западу от города Yusufeli, к югу от города Олту, к северу от района Artvin и района Ardanuç.
В направлении на север и юг от Олура расположены глубокие долины и захватывающие дух высокие горы. Также к северу от города лежит горное плато. Наиболее примечательные горы в этом районе: Акдаг высотой 2342 м к югу от района местонахождения города, Zamp Dağı высотой 2745 м и Sarıbaba Tepesi высотой 2605 м — к северу, а также пики Pancarlı высотой 2697 м и Horasan высотой 2842 метров.
Близ города река Чорох впадает в реку Олур и далее течёт с востока на запад от своего источника, обходя с юга район Олур и за его пределами неся воды преимущественно в северо-западном направлении.
В районе Олура преобладает климат, обусловленный влиянием Чёрного моря. В северной части района климат более высокогорный, со снегом, вызывающим трудности, когда происходят обильные осадки. В этой части во время зимних снегопадов выпадает до 2 метров снега. В центральной и южной частях района климат весьма умеренный, а на востоке преобладает характерный для черноморья. Осадки преимущественно в виде дождя. Суммарное среднегодовое их количество на площади района составляет 350,6 м³.